# 메난드로스

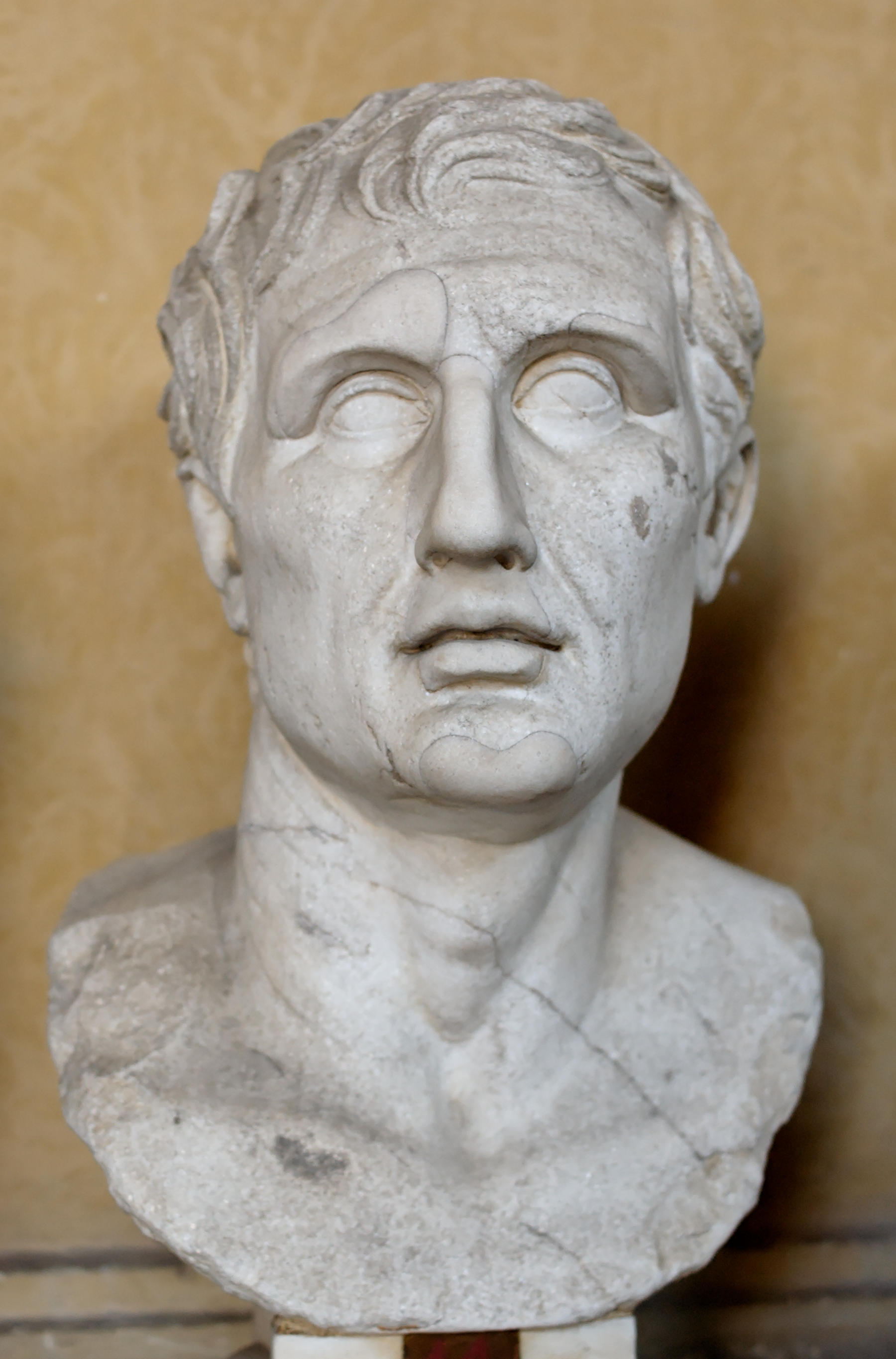
메난드로스

메난드로스(그리스어: Μένανδρος, 영어: Menander, 기원전 342년~기원전 290년)는 고대 그리스 아테네의 시인이자 극작가이다. 그리스 신희극의 대표 작가로, 평생 아테네에서 창작생활을 했다. 에우리피데스의 비극을 강하게 영향받아 일상적인 시민생활을 무대로 해서 애증의 감정을 복잡한 줄거리로 엮어 희극적으로 묘사하고 있다. 문체는 유연한 표현력을 지녔으며 성격묘사·사실성이 뛰어나다. 그의 영향은 테렌티우스나 플라우투스 등 로마의 희극 작가와 널리 근대 서구의 희극 작가에게까지 미치고 있다. 작품의 수는 백여 개가 넘으나 현존하는 것은 대다수가 단편으로서 그 가운데서도 대체로 잘 정리된 것은 〈심술쟁이〉, 〈삭발 당한 여인〉, 〈중재 판정〉, 〈사모스의 여인〉 등이 있다.

## 작품 세계
근대에 이르기까지 그의 작품의 극구조는 로마의 플라우투스나 테렌티우스의 번안극에서 유추되는 것에 불과했으나, 이집트 바룰의 파피루스에서 〈중재 판정〉 등 몇몇의 상당히 긴 단편이 발견되고, 또한 최근에 와서는 〈심술쟁이〉(그리스어: Δύσκολος)의 완전한 책이 간행되면서 극작가 메난드로스의 특색이 분명해졌다.
그의 등장 이전부터 아테네에서는 구시대의 희극과 비극을 대신하여 중류의 부유시민들에게서 취재한 기아·연애·결혼 등의 테마에 순진한 젊은이, 완고한 노인, 교활한 노예, 인색한 사람, 병사들, 아름다운 고아 등 몇 가지 형태의 인간을 배열시켜 연극을 구성하는 시도가 많이 있었으나(이를 중희극이라고 부른다), 메난드로스는 이를 다시 고도로 세련화시켜 극중인물에 어울리는 대사를 창작함으로써 단순한 타입(성격)이 되지 않는, 개개 인물의 마음과 말맛을 교묘하게 포착했다.
그리고 배우의 의상도 구(舊)희극과 같은 파로스를 입은 외설스러움으로 신을 찬미하는 것과 같은 풍조는 물러가고 일반시민이 입는 긴 옷으로 바뀌었다. 또한 가면도 여러 가지로 연구를 하여 제신이나 영웅보다도 오히려 일반 시민의 여러 형태를 대표하기에 적합한 것이 만들어졌던 모양으로, 폴리듀크스의 〈가면보(假面譜)〉에 열기되어 있는 여러 가면은 메난드로스의 배우들 것으로 전해지고 있다.

## 서지 정보
- 메난드로스 지음, 천병희 옮김, 메난드로스 희극, 단국대학교출판부·2003(초판)/숲·2014(개정판)
  - 메난드로스의 희극 중 〈심술쟁이〉, 〈중재판정〉, 〈사모스의 여인〉, 〈삭발당한 여인〉을 번역한 것이다.

## 같이 보기
- 옥시링쿠스
- 고대 그리스 연극